# Nati il 19 giugno
| Questa pagina contiene informazioni ricavate automaticamente dalle voci biografiche con l'ausilio del template Bio e di un bot. L'aggiornamento è periodico e automatico e ricostruisce completamente la pagina. Se manca una persona in questa lista, sei pregato di non aggiungerla, ma accertati piuttosto che la sua voce biografica contenga il template Bio e che i dati anagrafici siano correttamente compilati. Se il template Bio manca, inseriscilo tu stesso o, in alternativa, metti l'avviso {{tmp\|Bio}} che ne segnala la mancanza. Se i dati riportati sono sbagliati, correggi direttamente la voce biografica; le modifiche saranno visibili in questa lista entro pochi giorni. Per chiarimenti vedi il progetto biografie. La lista contiene solo le 1.059 persone che sono citate nell'enciclopedia e per le quali è stato implementato correttamente il template Bio. Pagina aggiornata al 17 ago 2025. |

## XIV secolo(2)
- 1373 - Francesco Foscari, doge († 1457)
- 1399 - Zara Yaqob, sovrano etiope († 1468)

## XV secolo(2)
- 1417 - Sigismondo Pandolfo Malatesta, condottiero italiano († 1468)
- 1482 - Luisa di Borbone-Montpensier, nobile francese († 1561)

## XVI secolo(8)
- 1503 - Isabella Sforza, letterata italiana († 1561)
- 1525 - Sebastiano Erizzo, umanista e numismatico italiano († 1585)
- 1537 - Eleonora d'Este, nobile italiana († 1581)
- 1545 - Anna Vasa, principessa svedese († 1610)
- 1551 - Domenico Ginnasi, cardinale e arcivescovo cattolico italiano († 1639)
- 1566 - Giacomo I d'Inghilterra, re († 1625)
- 1571 - Giovanni Francesco Sagredo, nobile italiano († 1620)
- 1598 - Gilbert Sheldon, arcivescovo anglicano e teologo inglese († 1677)

## XVII secolo(11)
- 1606 - James Hamilton, I duca di Hamilton, nobile e generale scozzese († 1649)
- 1623 - Blaise Pascal, matematico, fisico e filosofo francese († 1662)
- 1627 - Cristiano di Schleswig-Holstein-Sonderburg-Glücksburg, duca († 1698)
- 1633 - Philipp van Limborch, teologo olandese († 1712)
- 1649 - Serafino Pasolino, abate italiano († 1715)
- 1651 - Massimiliano Giuseppe di Fürstenberg-Heiligenberg, nobile tedesco († 1676)
- 1666 - Paris Francesco Alghisi, compositore e organista italiano († 1733)
- 1666 - John James Heidegger, impresario teatrale svizzero († 1749)
- 1676 - Ottavio Gasparini, vescovo cattolico e diplomatico italiano († 1749)
- 1688 - Giorgio Federico Carlo di Brandeburgo-Bayreuth, sovrano († 1735)
- 1693 - Christian August Hausen, matematico, fisico e astronomo tedesco († 1743)

## XVIII secolo(31)
- 1701 - François Rebel, compositore e violinista francese († 1775)
- 1702 - Fryderyk August Rutowski, generale e nobile polacco († 1764)
- 1722 - George Gordon, III conte di Aberdeen, nobile scozzese († 1801)
- 1724 - Carlo Giuseppe Filippa della Martiniana, cardinale e vescovo cattolico italiano († 1802)
- 1731 - Gian Battista Burato, pittore italiano († 1787)
- 1731 - Joaquim Machado de Castro, scultore portoghese († 1822)
- 1734 - Alphonse du Congé Dubreuil, poeta, drammaturgo e librettista francese († 1801)
- 1739 - Giuseppe Maria Terreni, pittore italiano († 1811)
- 1739 - Helfrich Bernhard Wenck, educatore e storico tedesco († 1803)
- 1741 - Jacques de Maleville, giurista e politico francese († 1824)
- 1743 - Antonio Lamberto Rusconi, cardinale e vescovo cattolico italiano († 1825)
- 1749 - Collot d'Herbois, attore teatrale, drammaturgo e politico francese († 1796)
- 1758 - Raffaello Morghen, incisore italiano († 1833)
- 1759 - Giuseppe Turchi, pittore italiano († 1799)
- 1764 - José Gervasio Artigas, militare e politico uruguaiano († 1850)
- 1764 - John Barrow, scrittore e esploratore inglese († 1848)
- 1764 - Joseph Xaver von Stutterheim, militare austriaco († 1831)
- 1766 - Edward Tiffin, politico statunitense († 1829)
- 1767 - Joseph-François Michaud, storico francese († 1839)
- 1770 - Alessandro Begani, militare italiano († 1837)
- 1771 - Joseph Diaz Gergonne, matematico francese († 1859)
- 1772 - Sophie Trébuchet, nobile francese († 1821)
- 1774 - Aloys von Kaunitz-Rietberg, diplomatico e principe austriaco († 1848)
- 1776 - Illarion Vasil'evič Vasil'čikov, politico e generale russo († 1847)
- 1782 - Félicité de La Mennais, presbitero, teologo e filosofo francese († 1854)
- 1790 - John Gibson, scultore britannico († 1866)
- 1792 - Gustav Schwab, poeta e scrittore tedesco († 1850)
- 1793 - Sergej Pavlovič Sumarokov, generale russo († 1875)
- 1796 - François Justin, politico francese († 1860)
- 1797 - Hamilton Hume, esploratore australiano († 1873)
- 1799 - Juan José Flores, politico venezuelano († 1864)

## XIX secolo(142)
- 1804 - Carl Roesner, architetto austriaco († 1869)
- 1805 - Anna Maria Adorni, religiosa italiana († 1893)
- 1806 - Pantaléon Costa de Beauregard, politico francese († 1864)
- 1808 - Francesco Dall'Ongaro, poeta, drammaturgo e librettista italiano († 1873)
- 1808 - Montagu Bertie, VI conte di Abingdon, politico britannico († 1884)
- 1809 - Emmanuele Melisurgo, ingegnere italiano († 1867)
- 1815 - Cornelius Krieghoff, pittore olandese († 1872)
- 1816 - Raffaele Santanello, magistrato e politico italiano († 1873)
- 1819 - Adalindo Tanganelli, politico italiano († 1881)
- 1824 - Johan Hendrik Weissenbruch, pittore olandese († 1903)
- 1825 - Luigi Alonzi, brigante italiano († 1862)
- 1827 - Luigi Alberto Gandini, storico italiano († 1906)
- 1827 - Antonio Oliva, politico e patriota italiano († 1886)
- 1828 - Mór Than, pittore ungherese († 1899)
- 1829 - Angelo Poretti, imprenditore italiano († 1901)
- 1830 - James Graham Cooper, chirurgo e naturalista statunitense († 1902)
- 1831 - Ludwig Stark, pianista, compositore e insegnante tedesco († 1884)
- 1833 - Feliciano Novelli, patriota italiano († 1918)
- 1833 - Otto von Walterskirchen, diplomatico e nobile austriaco († 1912)
- 1834 - Wilhelm von Henke, anatomista tedesco († 1896)
- 1834 - Charles Spurgeon, predicatore britannico († 1892)
- 1836 - Edward W. Wynkoop, statunitense († 1891)
- 1838 - Heinrich Schulz-Beuthen, compositore tedesco († 1915)
- 1841 - William Pleydell-Bouverie, V conte di Radnor, nobile e politico inglese († 1900)
- 1842 - Carl Zeller, compositore austriaco († 1898)
- 1843 - William Emmette Coleman, funzionario e orientalista statunitense († 1909)
- 1846 - Antonio Abetti, astronomo e fisico italiano († 1928)
- 1846 - Francesco Savini, storico, archeologo e bibliografo italiano († 1940)
- 1847 - Robert Barker, calciatore inglese († 1915)
- 1847 - Ernst Haeberlin, giurista e numismatico tedesco († 1925)
- 1848 - Henry Louis Manceron, ammiraglio francese († 1917)
- 1849 - Idris Shah I di Perak, sovrano malese († 1916)
- 1850 - Dario Cassuto, politico e avvocato italiano († 1920)
- 1851 - Henry Bruce, II barone Aberdare, nobile e ufficiale inglese († 1929)
- 1851 - Fernand de Montessus de Ballore, geofisico francese († 1923)
- 1853 - Salvatore Lilli, presbitero italiano († 1895)
- 1854 - Alfredo Catalani, compositore italiano († 1893)
- 1854 - Hjalmar Mellin, matematico finlandese († 1933)
- 1854 - Gianforte Suardi, imprenditore e politico italiano († 1931)
- 1855 - John Lambton, III conte di Durham, nobile inglese († 1928)
- 1855 - Anna Maria Tauscher van den Bosch, religiosa tedesca († 1938)
- 1856 - Paolo Bernardi, funzionario e politico italiano († 1922)
- 1856 - Elbert Hubbard, scrittore, filosofo e artista statunitense († 1915)
- 1857 - Arthur Hoffmann, politico e giurista svizzero († 1927)
- 1860 - Eugenio Blais, pittore italiano († 1934)
- 1861 - Douglas Haig, generale e nobile britannico († 1928)
- 1861 - Émile Haug, geologo e paleontologo francese († 1927)
- 1861 - José Rizal, poeta, scrittore e rivoluzionario filippino († 1896)
- 1861 - Carl Seffner, scultore tedesco († 1932)
- 1861 - Ludwig Traube, filologo classico, paleografo e latinista tedesco († 1907)
- 1862 - Giacinto Ferrero, generale italiano († 1922)
- 1862 - Paul Saintenoy, architetto, scrittore e storico dell'architettura belga († 1952)
- 1863 - William A. Brady, imprenditore, impresario teatrale e produttore cinematografico statunitense († 1950)
- 1863 - John Goodall, calciatore e allenatore di calcio inglese († 1942)
- 1864 - David Calderhead, calciatore e allenatore di calcio scozzese († 1938)
- 1864 - Henry Sargent Codman, architetto statunitense († 1893)
- 1865 - Alfred Hugenberg, politico e imprenditore tedesco († 1951)
- 1865 - May Whitty, attrice britannica († 1948)
- 1866 - Vito Fedeli, compositore e organista italiano († 1933)
- 1867 - Konstanty Budkiewicz, presbitero e politico polacco († 1923)
- 1869 - Christopher Addison, I visconte Addison, medico e politico inglese († 1951)
- 1869 - Waldemar Jungner, inventore e ingegnere svedese († 1924)
- 1869 - Lucy Ridsdale, scrittrice e attivista inglese († 1945)
- 1870 - Sergej Aleksandrovič Lobovikov, fotografo russo († 1941)
- 1870 - Willibald Nagel, fisiologo tedesco († 1911)
- 1871 - Fritz Hofmann, ginnasta, velocista e altista tedesco († 1927)
- 1871 - Alajos Szokoly, velocista, ostacolista e triplista ungherese († 1932)
- 1873 - Friedrich Huch, scrittore tedesco († 1913)
- 1874 - Nino Mazzoni, politico, sindacalista e giornalista italiano († 1954)
- 1874 - Peder Oluf Pedersen, ingegnere e fisico danese († 1941)
- 1875 - Paolo Orano, scrittore, politico e giornalista italiano († 1945)
- 1875 - William Tritton, ingegnere britannico († 1946)
- 1875 - Juho Vennola, politico finlandese († 1938)
- 1876 - John T. Dillon, attore statunitense († 1937)
- 1876 - Oscar Randi, storico italiano († 1949)
- 1877 - Charles Coburn, attore statunitense († 1961)
- 1877 - Heinrich Rondi, sollevatore, lottatore e tiratore di fune tedesco († 1948)
- 1877 - Vincenzo Scarpetta, attore, regista e commediografo italiano († 1952)
- 1877 - Mario Tamagno, architetto italiano († 1941)
- 1878 - Jakov Michajlovič Jurovskij, rivoluzionario russo († 1938)
- 1879 - Rein Boomsma, calciatore e militare olandese († 1943)
- 1879 - Fatma Sultan, principessa ottomana († 1932)
- 1879 - Martha Mattox, attrice statunitense († 1933)
- 1880 - William Addison Dwiggins, tipografo, illustratore e designer statunitense († 1956)
- 1880 - Erminio Meschini, inventore italiano († 1935)
- 1880 - Karl Vernon, canottiere britannico († 1973)
- 1881 - Louis Lavauden, zoologo francese († 1935)
- 1881 - Edgar Leonard, tennista statunitense († 1948)
- 1881 - Jimmy Walker, politico statunitense († 1946)
- 1882 - Mario Carlo Corsi, giornalista, sceneggiatore e commediografo italiano († 1954)
- 1882 - Angelo Crippa, architetto e disegnatore italiano († 1970)
- 1883 - Luigi Vacchini, partigiano italiano († 1944)
- 1884 - Georges Ribemont-Dessaignes, scrittore e pittore francese († 1974)
- 1885 - Stevan Hristić, compositore serbo († 1958)
- 1885 - Adela Pankhurst, attivista britannica († 1961)
- 1885 - Vincenzo Scaramuzza, pianista, compositore e insegnante italiano († 1968)
- 1886 - Gaetano Chiavacci, filosofo e pedagogista italiano († 1969)
- 1886 - Dan Edward Garvey, politico statunitense († 1974)
- 1886 - Egon Lerch, militare austro-ungarico († 1915)
- 1887 - Wiktor Andersson, attore svedese († 1966)
- 1887 - Oszkár Kálmán, basso ungherese († 1971)
- 1887 - Robert Wartenberg, neurologo bielorusso († 1956)
- 1887 - Sergej Michajlovič Širokogorov, antropologo russo († 1939)
- 1889 - Enrico Celio, avvocato, politico e giornalista svizzero († 1980)
- 1890 - Silvio Frigerio, calciatore italiano († 1957)
- 1890 - Karl Patterson Schmidt, zoologo statunitense († 1957)
- 1891 - Al Dubin, paroliere statunitense († 1945)
- 1891 - John Heartfield, artista tedesco († 1968)
- 1891 - Aurelio Lenzi, discobolo e pesista italiano († 1967)
- 1891 - Mishel Piastro, violinista e direttore d'orchestra statunitense († 1970)
- 1891 - Virginia Vacca, arabista e islamista italiana († 1988)
- 1892 - Sidney Cottle, aviatore sudafricano († 1967)
- 1892 - Thérèse Tréfouël, biochimica francese († 1978)
- 1893 - Madeleine Astor, socialite statunitense († 1940)
- 1893 - Alfredo Fabietti, scrittore e traduttore italiano († 1966)
- 1893 - Helen Holmes, attrice e sceneggiatrice statunitense († 1950)
- 1893 - Francesco Innamorati, politico e partigiano italiano († 1944)
- 1893 - Amilcare Paolucci, militare statunitense († 1917)
- 1894 - David Andersen, calciatore norvegese († 1964)
- 1895 - Beniamino Bellati, architetto italiano († 1953)
- 1895 - Giuliana Benzoni, nobile italiana († 1981)
- 1895 - Adrian Cole, militare australiano († 1966)
- 1895 - Emilio De Martino, giornalista, scrittore e commediografo italiano († 1958)
- 1896 - Erich Koch, politico tedesco († 1986)
- 1896 - Ergy Landau, fotografa francese († 1967)
- 1896 - Wallis Simpson, socialite statunitense († 1986)
- 1897 - Ennio Barberini, politico e militare italiano († 1979)
- 1897 - Hans Baur, generale tedesco († 1993)
- 1897 - Cyril Norman Hinshelwood, chimico britannico († 1967)
- 1897 - Moe Howard, attore e comico statunitense († 1975)
- 1898 - Juan Bautista Plaza, compositore venezuelano († 1965)
- 1898 - Paul Robinson, fumettista statunitense († 1974)
- 1899 - Pat Ballard, compositore e paroliere statunitense († 1960)
- 1899 - Gino Colognesi, scultore e pittore italiano († 1972)
- 1899 - George Călinescu, critico letterario, storico e scrittore romeno († 1965)
- 1899 - György Piller-Jekelfalussy, schermidore ungherese († 1960)
- 1899 - Antonio dos Reis Carneiro, dirigente sportivo brasiliano († 1984)
- 1900 - Hermann Friedrich Graebe, manager e ingegnere tedesco († 1986)
- 1900 - Laura Z. Hobson, scrittrice statunitense († 1986)
- 1900 - Pierpaolo Luzzatto Fegiz, statistico italiano († 1989)
- 1900 - Léon Motchane, matematico e mecenate svizzero († 1990)
- 1900 - Ștefan Voitec, giornalista e politico rumeno († 1984)

## XX secolo(833)
- 1901 - Raj Chandra Bose, matematico e statistico indiano († 1987)
- 1901 - Joseph De Combe, nuotatore e pallanuotista belga († 1965)
- 1901 - Piero Gobetti, giornalista, filosofo e editore italiano († 1926)
- 1901 - Gottfried Martin, filosofo tedesco († 1972)
- 1901 - Luigi Ronga, musicologo italiano († 1983)
- 1902 - Wallace John Eckert, astronomo statunitense († 1971)
- 1902 - Guy Lombardo, direttore d'orchestra e violinista canadese († 1977)
- 1903 - Margarita Aleksandrovna Barskaja, regista cinematografica sovietica († 1939)
- 1903 - Albert Brehme, bobbista tedesco
- 1903 - Rosario Cacopardo, politico italiano († 1953)
- 1903 - Luigi Dal Pane, storico italiano († 1979)
- 1903 - Lou Gehrig, giocatore di baseball statunitense († 1941)
- 1903 - Hans Litten, avvocato tedesco († 1938)
- 1904 - Alejandro Demaría, calciatore brasiliano († 1968)
- 1904 - Adriano Galli, ingegnere italiano († 1956)
- 1905 - Edward Anderson, scrittore statunitense († 1969)
- 1905 - Eliot Hodgkin, pittore britannico († 1987)
- 1905 - Mildred Natwick, attrice statunitense († 1994)
- 1905 - George Voskovec, attore cecoslovacco († 1981)
- 1906 - Ljubiša Đorđević, calciatore jugoslavo († 1944)
- 1906 - Knut Kroon, calciatore svedese († 1975)
- 1906 - Grete Natzler, cantante lirica e attrice austriaca († 1999)
- 1906 - Walter Rauff, militare tedesco († 1984)
- 1907 - Beppino Disertori, psichiatra, filosofo e politico italiano († 1992)
- 1907 - Renzo Nissim, giornalista, pianista e compositore italiano († 1997)
- 1907 - Robert Moore Williams, scrittore e autore di fantascienza statunitense († 1977)
- 1907 - George de Mestral, ingegnere svizzero († 1990)
- 1908 - Quentin N. Burdick, politico statunitense († 1992)
- 1908 - Mario Capuani, partigiano e medico italiano († 1943)
- 1908 - Roger Grove, giocatore di football americano statunitense († 1986)
- 1908 - Vladimír Syrovátka, canoista cecoslovacco († 1973)
- 1909 - Osamu Dazai, scrittore giapponese († 1948)
- 1909 - Robert Défossé, calciatore francese († 1973)
- 1909 - Rūdolfs Jurciņš, cestista lettone († 1948)
- 1909 - Henryka Łazowertówna, poetessa e scrittrice polacca († 1942)
- 1910 - Paul Flory, chimico statunitense († 1985)
- 1910 - Julien Bertheau, attore francese († 1995)
- 1910 - Luigi Rossi, politico italiano († 1997)
- 1911 - Alessandro Banfi, calciatore italiano
- 1911 - Hermann Höfle, militare tedesco († 1962)
- 1911 - Edoardo Medaglia, generale e aviatore italiano († 2012)
- 1911 - Dudley Senanayake, politico singalese († 1973)
- 1912 - Gualtiero Casalegno, architetto italiano († 1999)
- 1912 - Martin Gabel, attore statunitense († 1986)
- 1913 - Arturo Ferrando, schermidore italiano
- 1913 - Helene Madison, nuotatrice statunitense († 1970)
- 1913 - Italo Raguzzi, calciatore italiano
- 1914 - Rinaldo Arnaldi, militare e partigiano italiano († 1944)
- 1914 - Alan Cranston, giornalista e politico statunitense († 2000)
- 1914 - Harry Lauter, attore statunitense († 1990)
- 1914 - Bror Rexed, neuroscienziato svedese († 2002)
- 1915 - Pat Buttram, attore e doppiatore statunitense († 1994)
- 1915 - Alfred Läpple, presbitero, teologo e insegnante tedesco († 2013)
- 1915 - Henry LeTang, coreografo statunitense († 2007)
- 1916 - Giovanni Badalini, militare e aviatore italiano († 1996)
- 1916 - Emilio Bigi, critico letterario, storico della letteratura e italianista italiano († 2009)
- 1916 - Karin Booth, attrice statunitense († 2003)
- 1916 - Giovanni Cogoni, vescovo cattolico italiano († 2007)
- 1917 - Aristóbulo Deambrossi, calciatore argentino († 1995)
- 1917 - Käthe Grasegger, sciatrice alpina tedesca († 2001)
- 1917 - Robert Karnes, attore statunitense († 1979)
- 1917 - Joshua Nkomo, politico zimbabwese († 1999)
- 1917 - Ermenegildo Volpi, calciatore italiano
- 1917 - Fulbert Youlou, politico e presbitero della Repubblica del Congo († 1972)
- 1918 - Johanna Decker, psichiatra tedesca († 1977)
- 1918 - Mario Pietruzzi, calciatore e allenatore di calcio italiano († 2014)
- 1918 - Olguiz Rodríguez, allenatore di pallacanestro uruguaiano († 1991)
- 1918 - Gunnel Vallquist, scrittrice e traduttrice svedese († 2016)
- 1919 - Quinto Ascione, militare italiano († 1942)
- 1919 - Carlo Cavalla, vescovo cattolico italiano († 1999)
- 1919 - Carol Forman, attrice statunitense († 1997)
- 1919 - Pauline Kael, critica cinematografica statunitense († 2001)
- 1919 - Gualtiero Serafino, militare italiano († 1940)
- 1919 - Zofia Wardyńska, pallavolista e cestista polacca († 2010)
- 1919 - Malika al-Fassi, scrittrice marocchina († 2007)
- 1920 - Angelo Bruno Cortini, calciatore italiano
- 1920 - Marcella De Francesco, partigiana e giornalista italiana († 2002)
- 1920 - Rinaldo Geleng, pittore italiano († 2003)
- 1920 - Zoya Leporska, ballerina, coreografa e attrice russa († 1997)
- 1920 - Antonino Meli, magistrato italiano († 2014)
- 1920 - Antoinette Meyer, sciatrice alpina svizzera († 2010)
- 1920 - David Peel, attore inglese († 1981)
- 1921 - Raoul Achilli, militare italiano († 1943)
- 1921 - Spartaco Cesaretti, tiratore a segno sammarinese († 1984)
- 1921 - Alberto Mario Cirese, antropologo italiano († 2011)
- 1921 - Peter Hartmann, scultore svizzero († 2007)
- 1921 - Howell Heflin, politico statunitense († 2005)
- 1921 - Louis Jourdan, attore francese († 2015)
- 1921 - Sergio Lauricella, direttore d'orchestra e compositore italiano († 2008)
- 1921 - Elioro Paredes, calciatore paraguaiano
- 1921 - Patricia Wrightson, scrittrice australiana († 2010)
- 1922 - Jacek Arlet, cestista polacco († 2011)
- 1922 - Isa Bellini, attrice, doppiatrice e cantante italiana († 2021)
- 1922 - Aage Niels Bohr, fisico danese († 2009)
- 1922 - Jimmy Darden, cestista e allenatore di pallacanestro statunitense († 1994)
- 1922 - Bruno De Lazzari, calciatore italiano
- 1922 - Raymond Robert Forster, aracnologo e entomologo neozelandese († 2000)
- 1922 - Hank Herring, pugile statunitense († 1999)
- 1922 - Arturo Mezzedimi, architetto italiano († 2010)
- 1922 - Whitey Von Nieda, cestista e allenatore di pallacanestro statunitense († 2023)
- 1923 - Ruth Bondy, scrittrice, giornalista e traduttrice ceca († 2017)
- 1923 - Elsa Fiore, cantante italiana († 1963)
- 1923 - Ivan Hribovšek, poeta e filologo sloveno († 1945)
- 1923 - Colin Jordan, politico inglese († 2009)
- 1923 - Július Korostelev, allenatore di calcio e calciatore cecoslovacco († 2006)
- 1923 - Marcello Olivi, politico italiano († 2012)
- 1923 - Andrés Rodríguez Pedotti, politico e generale paraguaiano († 1997)
- 1924 - Cini Boeri, architetto e designer italiana († 2020)
- 1924 - Vasil' Bykov, scrittore sovietico († 2003)
- 1924 - Erkki Kataja, astista finlandese († 1969)
- 1924 - Ray Noorda, imprenditore statunitense († 2006)
- 1924 - Orlando Rondini, pallonista italiano († 2002)
- 1924 - Anneliese Rothenberger, soprano tedesco († 2010)
- 1924 - Augusto Tretti, regista, sceneggiatore e attore italiano († 2013)
- 1925 - André Joy, fumettista francese († 2012)
- 1925 - Gian Galeazzo Biazzi Vergani, giornalista e scrittore italiano († 2019)
- 1925 - Giorgio Fini, imprenditore italiano († 1995)
- 1925 - Aleksandr Juchnovskij, militare ucraino († 1977)
- 1926 - Antonio Baslini, giornalista, politico e imprenditore italiano († 1995)
- 1926 - Rod Coleman, pilota motociclistico neozelandese († 2019)
- 1926 - Giangiacomo Feltrinelli, editore e attivista italiano († 1972)
- 1926 - Juan Hohberg, calciatore e allenatore di calcio argentino († 1996)
- 1926 - Arno J. Mayer, storico lussemburghese († 2023)
- 1926 - Julio Pérez, calciatore uruguaiano († 2002)
- 1926 - Erna Schneider Hoover, matematica statunitense
- 1927 - John Glenn Beall Jr., politico statunitense († 2006)
- 1927 - Henry Spira, attivista statunitense († 1998)
- 1928 - Hans Blumer, nuotatore svizzero († 2021)
- 1928 - Alfredo Cifariello, pittore italiano († 2015)
- 1928 - Tommy DeVito, cantante e musicista statunitense († 2020)
- 1928 - Jacques Dupont, ciclista su strada e pistard francese († 2019)
- 1928 - Nancy Marchand, attrice statunitense († 2000)
- 1928 - Margaret Maughan, arciera e nuotatrice britannica († 2020)
- 1928 - Pedro Rodríguez, calciatore uruguaiano
- 1928 - Adolfo Sarti, politico italiano († 1992)
- 1928 - Evgenij Firsovič Šerstobitov, regista sovietico († 2008)
- 1929 - Maria Teresa Benedetti, critica d'arte e storica dell'arte italiana
- 1929 - Pietro Soddu, politico italiano
- 1930 - Salvatore D'Alia, politico italiano († 2013)
- 1930 - Boris Dmitrievič Parygin, filosofo russo († 2012)
- 1930 - Gena Rowlands, attrice statunitense († 2024)
- 1930 - Jacques Savournin, compositore di scacchi francese
- 1930 - Raymond Severn, attore statunitense († 1994)
- 1931 - Czesław Białas, sollevatore polacco († 1991)
- 1931 - Elia Fiorini, ex calciatore italiano
- 1931 - Clara Gallini, antropologa e etnologa italiana († 2017)
- 1931 - Toni Lander, ballerina danese († 1985)
- 1931 - Nicoletta Ramorino, attrice e doppiatrice italiana († 2025)
- 1932 - Ugo Grippo, politico e ingegnere italiano († 2017)
- 1932 - Anna Maria Pierangeli, attrice italiana († 1971)
- 1932 - Marisa Pavan, attrice italiana († 2023)
- 1932 - Zózimo, calciatore brasiliano († 1977)
- 1933 - Juan Luis Abellán, nuotatore e pallanuotista spagnolo
- 1933 - Otto Barić, allenatore di calcio e calciatore croato († 2020)
- 1933 - Ettore Gelpi, pedagogista e educatore italiano († 2002)
- 1933 - Anselmo Gouthier, politico italiano († 2015)
- 1933 - Len Julians, allenatore di calcio e calciatore inglese († 1993)
- 1933 - Viktor Ivanovič Pacaev, cosmonauta sovietico († 1971)
- 1933 - Janusz Sidło, giavellottista polacco († 1993)
- 1934 - Lojzka Bratuž, slavista e saggista slovena († 2019)
- 1934 - Herbert Kleber, psichiatra statunitense († 2018)
- 1934 - Gérard Latortue, politico, diplomatico e funzionario haitiano († 2023)
- 1934 - Brian London, pugile britannico († 2021)
- 1934 - Francisco Rabat, cestista e politico filippino († 2008)
- 1934 - Désiré Rakotoarijaona, politico e militare malgascio
- 1935 - Rodrigo Borja Cevallos, politico ecuadoriano
- 1935 - Adriano Mazzoletti, giornalista, scrittore e conduttore radiofonico italiano († 2023)
- 1935 - Derren Nesbitt, attore inglese
- 1935 - John Russell Taylor, scrittore inglese
- 1935 - Michail Tumanišvili, regista sovietico († 2010)
- 1936 - Michael Alexander, schermidore britannico († 2002)
- 1936 - Takeshi Aono, attore e doppiatore giapponese († 2012)
- 1936 - Joe Bonson, calciatore inglese († 1991)
- 1936 - Janina Chłodzińska, cestista polacca († 2012)
- 1936 - Paolo Scandaletti, giornalista, scrittore e storico italiano
- 1936 - Wayne Stevens, cestista statunitense († 2021)
- 1937 - André Glucksmann, filosofo, saggista e attivista francese († 2015)
- 1937 - Pamela Lincoln, attrice statunitense († 2019)
- 1937 - Viktor Mineev, pentatleta sovietico († 2002)
- 1937 - Majid Samii, medico iraniano
- 1937 - Anita Strindberg, attrice svedese
- 1937 - Émile Viollat, sciatore alpino francese († 2012)
- 1938 - Alberto Falck, imprenditore italiano († 2003)
- 1938 - Roberto Gori, calciatore e allenatore di calcio italiano († 2024)
- 1938 - Vito Lipari, politico italiano († 1980)
- 1938 - Wahoo McDaniel, wrestler e giocatore di football americano statunitense († 2002)
- 1939 - Jurij Timofeevič Galanskov, scrittore, poeta e giornalista russo († 1972)
- 1939 - Cecilia Gatto Trocchi, antropologa e scrittrice italiana († 2005)
- 1939 - Rosalba Neri, attrice italiana
- 1939 - Mario Villa, ex calciatore italiano
- 1939 - Hilário da Conceição, ex calciatore portoghese
- 1940 - Bernard Bosquier, ex calciatore francese
- 1940 - Brendan Ingle, manager, allenatore di pugilato e pugile irlandese († 2018)
- 1940 - Eustratios Korakas, politico greco
- 1940 - Keith McCreary, hockeista su ghiaccio canadese († 2003)
- 1940 - Tor Røste Fossen, allenatore di calcio e calciatore norvegese († 2017)
- 1940 - Kjell Schou-Andreassen, allenatore di calcio e calciatore norvegese († 1997)
- 1941 - Luigi Bartolomei, ex calciatore italiano
- 1941 - Gilberto Benetton, imprenditore italiano († 2018)
- 1941 - Alfio Brina, politico italiano
- 1941 - Harald Elschenbroich, ex tennista tedesco
- 1941 - Václav Klaus, politico ceco
- 1942 - Jos Brink, attore, cabarettista e conduttore televisivo olandese († 2007)
- 1942 - Mario Gabelli, economista e filantropo statunitense
- 1942 - Bob Kasten, politico statunitense
- 1942 - Tanya Lopert, attrice francese
- 1942 - Vasco Lourenço, militare portoghese
- 1942 - Jeff Moss, compositore, paroliere e scrittore statunitense († 1998)
- 1942 - Georgi Sokolov, calciatore bulgaro († 2002)
- 1942 - Bernard Zitzermann, direttore della fotografia francese († 2018)
- 1943 - Souhayr Belhassen, giornalista e attivista tunisina
- 1943 - Stanley Lombardo, saggista, traduttore e insegnante statunitense
- 1943 - Angelo Raffaele Manca, politico italiano († 2023)
- 1943 - Michael Radulescu, organista e compositore rumeno († 2023)
- 1944 - Nicolás Alvarado, ex cestista panamense
- 1944 - Peter Bardens, musicista britannico († 2002)
- 1944 - Moe Barr, ex cestista statunitense
- 1944 - Chico Buarque de Hollanda, cantautore, compositore e scrittore brasiliano
- 1944 - Susanne Linke, danzatrice e coreografa tedesca
- 1944 - Mátyás Ránky, ex cestista e allenatore di pallacanestro ungherese
- 1945 - Françoise Chandernagor, scrittrice e funzionaria francese
- 1945 - Erzsébet Elekes, ex cestista ungherese
- 1945 - Ismael Fernandes, sceneggiatore, autore televisivo e giornalista brasiliano († 1997)
- 1945 - Radovan Karadžić, politico e criminale di guerra bosniaco
- 1945 - Mario Livio, astrofisico e divulgatore scientifico israeliano
- 1945 - Greil Marcus, scrittore e critico musicale statunitense
- 1945 - Spomenka Milojević, ex cestista jugoslava
- 1945 - Heikki Nousiainen, attore, doppiatore e regista finlandese
- 1945 - Robert Palmer, musicologo, scrittore e clarinettista statunitense († 1997)
- 1945 - Aung San Suu Kyi, politica birmana
- 1945 - Tobias Wolff, scrittore statunitense
- 1946 - Fabio Baldassarri, politico italiano
- 1946 - Chang Kyou-chul, pugile sudcoreano († 2000)
- 1946 - Jimmy Greenhoff, ex calciatore e allenatore di calcio inglese
- 1946 - András Haán, cestista e velista ungherese († 2021)
- 1946 - Tat'jana Lemechova, cestista e allenatrice di pallacanestro sovietica († 2013)
- 1946 - Stelarc, performance artist e docente cipriota
- 1946 - Skeeter Swift, cestista e allenatore di pallacanestro statunitense († 2017)
- 1947 - Quim Barreiros, cantante portoghese
- 1947 - Adalbert Covacs, ex pentatleta rumeno
- 1947 - Errol Fuller, scrittore e pittore inglese
- 1947 - Volker Hinz, fotografo tedesco († 2019)
- 1947 - George Johnson, ex cestista statunitense
- 1947 - Paula Koivuniemi, cantante finlandese
- 1947 - Walt McKechnie, ex hockeista su ghiaccio canadese
- 1947 - Francis Nielsen, regista francese
- 1947 - Resmi Resmiev, sciatore alpino bulgaro († 2020)
- 1947 - Salman Rushdie, scrittore e saggista indiano
- 1947 - James T. Walsh, politico statunitense
- 1947 - Youn Yuh-jung, attrice sudcoreana
- 1948 - Luigi Bonazzi, arcivescovo cattolico e diplomatico italiano
- 1948 - Jeff Bourne, calciatore inglese († 2014)
- 1948 - Lino Dainese, imprenditore italiano
- 1948 - Nick Drake, cantautore e chitarrista inglese († 1974)
- 1948 - Andrea Milani Comparetti, matematico e astronomo italiano († 2018)
- 1948 - Phylicia Rashād, attrice e produttrice cinematografica statunitense
- 1948 - Erika Schinegger, ex sciatrice alpina austriaca
- 1949 - Mark Canton, produttore cinematografico statunitense
- 1949 - Michael Richard Cote, vescovo cattolico statunitense
- 1949 - Ryan Crocker, diplomatico statunitense
- 1949 - Philippe Descola, antropologo francese
- 1949 - John Duigan, regista, sceneggiatore e attore australiano
- 1949 - Ebi, cantante iraniano
- 1949 - Zbigniew Jaremski, velocista polacco († 2011)
- 1949 - Anders Olsson, scrittore, poeta e storico della letteratura svedese
- 1949 - Edoardo Raspelli, giornalista, gastronomo e conduttore televisivo italiano
- 1949 - Juan Schiaretti, politico argentino
- 1949 - Hassan Shehata, allenatore di calcio e ex calciatore egiziano
- 1950 - Gian Paolo Landi di Chiavenna, politico italiano
- 1950 - Ray Lovelock, attore e cantante italiano († 2017)
- 1950 - Daria Nicolodi, attrice e sceneggiatrice italiana († 2020)
- 1950 - Manolo Pelissero, ex pallavolista italiano
- 1950 - Dave Reavis, ex giocatore di football americano statunitense
- 1950 - Karmenu Vella, politico maltese
- 1950 - Ann Wilson, cantante, polistrumentista e compositrice statunitense
- 1951 - Piermario Ciani, artista, fotografo e grafico italiano († 2006)
- 1951 - Gino D'Eliso, cantautore italiano
- 1951 - Thomas Jäger, ex schermidore tedesco
- 1951 - Spray Mallaby, attrice, cabarettista e cantante italiana
- 1951 - Francesco Moser, ex ciclista su strada e pistard italiano
- 1951 - Ayman al-Zawahiri, terrorista egiziano († 2022)
- 1951 - Roland Solère, fisioterapista francese
- 1951 - Lutz Unger, ex nuotatore tedesco orientale
- 1952 - El Canek, wrestler e artista marziale misto messicano
- 1952 - Sidsel Endresen, cantante e compositrice norvegese
- 1952 - Virginia Hey, attrice e ex modella australiana
- 1952 - Jim Johnston, compositore e musicista statunitense
- 1952 - Philippe Manoury, compositore e docente francese
- 1952 - Des McAnuff, regista e produttore teatrale statunitense
- 1952 - Bill Pope, direttore della fotografia statunitense
- 1952 - Tuanku Aishah Rohani, sovrana malese
- 1953 - Gianni Bonina, giornalista e scrittore italiano
- 1953 - Ken Davitian, attore statunitense
- 1953 - Larry Dunn, tastierista, produttore discografico e scrittore statunitense
- 1953 - Dorit Henke, attrice tedesca
- 1953 - Fessor Leonard, cestista statunitense († 1978)
- 1953 - Randall Wray, economista statunitense
- 1954 - Andrea Azzarito, attore italiano († 2004)
- 1954 - Jim Cooper, politico e avvocato statunitense
- 1954 - Jim Corsi, allenatore di hockey su ghiaccio e ex hockeista su ghiaccio canadese
- 1954 - Francesco Di Domenico, scrittore italiano
- 1954 - Nathalie Gassel, scrittrice belga
- 1954 - Gilda Giuliani, cantante italiana
- 1954 - Marina Janicke, ex tuffatrice tedesca orientale
- 1954 - Wanda Jewell, ex tiratrice a segno statunitense
- 1954 - Paul McGee, ex calciatore irlandese
- 1954 - Ioan Niculae, manager e dirigente sportivo rumeno
- 1954 - Lou Pearlman, manager e truffatore statunitense († 2016)
- 1954 - Aleksandar Stojanović, ex calciatore jugoslavo
- 1954 - Ira Terrell, ex cestista statunitense
- 1954 - Kathleen Turner, attrice statunitense
- 1955 - Alojzij Cvikl, arcivescovo cattolico sloveno
- 1955 - Chris Kachel, ex tennista australiano
- 1955 - Vladimir Myškin, ex hockeista su ghiaccio sovietico
- 1955 - Antonio Rebollo, ex arciere spagnolo
- 1955 - Mary Schapiro, politica e avvocato statunitense
- 1956 - Gigio Alberti, attore italiano
- 1956 - Geir Digerud, ex ciclista su strada norvegese
- 1956 - Sergio Fajardo, politico colombiano
- 1956 - Paul Halter, scrittore francese
- 1956 - Doug Stone, cantante statunitense
- 1956 - Big Bill Morganfield, cantante e chitarrista statunitense
- 1956 - Kenneth Murphy, allenatore di calcio, ex calciatore e ex giocatore di calcio a 5 scozzese
- 1956 - Jim Ortlieb, attore statunitense
- 1956 - Carlo Pedini, compositore italiano
- 1956 - Paola Severini, giornalista, saggista e conduttrice radiofonica italiana
- 1956 - Janet Tashjian, scrittrice statunitense
- 1957 - Thomas Benedikter, economista e saggista italiano
- 1957 - Jose Araneta Cabantan, arcivescovo cattolico filippino
- 1957 - Trent Franks, politico statunitense
- 1957 - Subcomandante Marcos, rivoluzionario messicano
- 1957 - Karl Walter Lindenlaub, direttore della fotografia tedesco
- 1957 - Anna Lindh, politica svedese († 2003)
- 1957 - Michael Maloney, attore britannico
- 1957 - Tony Richards, batterista statunitense
- 1957 - Claudia Peroni, giornalista e conduttrice televisiva italiana
- 1957 - Patrizia Rebizzi, chitarrista italiana († 2017)
- 1957 - Giampiero Torda, ex cestista italiano
- 1957 - Albán Vermes, nuotatore ungherese († 2021)
- 1958 - Marco Bianchini, fumettista italiano
- 1958 - Trevor Hebberd, ex calciatore inglese
- 1958 - Sergej Makarov, ex hockeista su ghiaccio sovietico
- 1958 - Trond Jøran Pedersen, ex saltatore con gli sci norvegese
- 1958 - Michael Strunge, poeta danese († 1986)
- 1959 - Alberto Balboni, politico italiano
- 1959 - Marcello Bellacicco, generale italiano
- 1959 - Cesare Bernardi, pilota motociclistico italiano
- 1959 - Laurent Biondi, dirigente sportivo, ex ciclista su strada e pistard francese
- 1959 - Ágnes Borka, ex cestista ungherese
- 1959 - Giuliano Compagno, scrittore e saggista italiano
- 1959 - Anne Hidalgo, politica francese
- 1959 - Jean-René Lemoine, regista e drammaturgo haitiano
- 1959 - Roberto Magris, pianista, compositore e arrangiatore italiano
- 1959 - Giuliano Tavaroli, carabiniere italiano
- 1959 - Stefano Vizioli, regista teatrale e direttore artistico italiano
- 1959 - Christian Wulff, avvocato e politico tedesco
- 1960 - Cathrine Andersen, ex cestista svedese
- 1960 - Arnt Erik Dale, ex sciatore alpino norvegese
- 1960 - Margit Eckholt, teologa tedesca
- 1960 - Rino Gandini, allenatore di calcio e ex calciatore italiano
- 1960 - Johnny Gray, ex mezzofondista statunitense
- 1960 - Janez Pleteršek, ex sciatore alpino jugoslavo
- 1960 - Enrica Rosso, attrice italiana
- 1961 - Stefano Bizzotto, giornalista, conduttore televisivo e telecronista sportivo italiano
- 1961 - Davide Ceccarelli, ex cestista e allenatore di pallacanestro italiano
- 1961 - Mariano Deidda, cantante, musicista e cantautore italiano
- 1961 - Bidhya Devi Bhandari, politica nepalese
- 1961 - Martino Dorigo, ex politico italiano
- 1961 - Antonino Interdonato, allenatore di pallacanestro italiano
- 1961 - Joel Torre, attore e comico filippino
- 1961 - Pedro Martínez Sánchez, allenatore di pallacanestro spagnolo
- 1962 - Paula Abdul, cantante, attrice e ballerina statunitense
- 1962 - Jeremy Bates, allenatore di tennis e ex tennista britannico
- 1962 - Peter Bradshaw, critico cinematografico britannico
- 1962 - Graham Brookhouse, ex pentatleta britannico
- 1962 - Pasquale Bruno, ex calciatore italiano
- 1962 - Christina Jordan, politica britannica
- 1962 - Renate Loll, fisica tedesca
- 1962 - Masanao Sasaki, ex calciatore giapponese
- 1963 - Katia Cardenal, cantante nicaraguense
- 1963 - Jean-Paul Cottret, copilota di rally francese
- 1963 - Antonio Dell'Oglio, allenatore di calcio e ex calciatore italiano
- 1963 - Saverio Indrio, doppiatore, direttore del doppiaggio e attore italiano († 2025)
- 1963 - Laura Ingraham, giornalista statunitense
- 1963 - Pierandrea Izzi, ex pallamanista e allenatore di pallamano italiano
- 1963 - Margarita Ponomarëva, ostacolista e velocista sovietica († 2021)
- 1963 - Simon Reynolds, critico musicale britannico
- 1963 - Rory Underwood, rugbista a 15 britannico
- 1963 - Simon Wright, batterista britannico
- 1964 - Héctor Begeo, ex siepista e mezzofondista filippino
- 1964 - Francesca Cappelletti, storica dell'arte italiana
- 1964 - Alessandro Fullin, attore teatrale, attore cinematografico e comico italiano
- 1964 - Brent Goulet, allenatore di calcio, ex calciatore e ex giocatore di calcio a 5 statunitense
- 1964 - Boris Johnson, politico, giornalista e scrittore britannico
- 1964 - Yōichi Nukumizu, attore giapponese
- 1964 - Antonio Palumbo, doppiatore, dialoghista e direttore del doppiaggio italiano
- 1964 - Omowunmi Sadik, chimica e inventrice nigeriana
- 1964 - Kevin Schwantz, pilota motociclistico statunitense
- 1965 - Sabine Braun, ex multiplista tedesca
- 1965 - Luc Donckerwolke, designer belga
- 1965 - Christine Lambrecht, politica tedesca
- 1965 - Sean Marshall, attore statunitense
- 1965 - František Mysliveček, ex calciatore ceco
- 1965 - Marzia Peretti, ex pattinatrice di velocità su ghiaccio italiana
- 1965 - Ronaldão, ex calciatore brasiliano
- 1965 - Michalīs Rōmanidīs, ex cestista greco
- 1965 - Greg Tiernan, animatore, regista e doppiatore irlandese
- 1965 - Pina Tufano, ex cestista italiana
- 1965 - Sadie Frost, attrice e produttrice cinematografica britannica
- 1966 - Aranka Binder, ex tiratrice a segno serba
- 1966 - Maria Cocchetti, fondista di corsa in montagna e maratoneta italiana
- 1966 - Mario Giordano, giornalista, conduttore televisivo e saggista italiano
- 1966 - Jōichi Itō, attivista e imprenditore giapponese
- 1966 - Elijah Lagat, ex maratoneta keniota
- 1966 - Hany Moussa, ex cestista egiziano
- 1966 - Silje Nergaard, cantante e musicista norvegese
- 1966 - Arnaud Rykner, scrittore francese
- 1966 - Andrei Socaci, ex sollevatore rumeno
- 1966 - Katrin Stotz, ex sciatrice alpina tedesca
- 1966 - Samuel West, attore britannico
- 1967 - Bjørn Dæhlie, ex fondista norvegese
- 1967 - Emilio Ferrera, allenatore di calcio e ex calciatore belga
- 1967 - Jiang Hong, ex calciatore cinese
- 1967 - Chris Larkin, attore britannico
- 1967 - Mia Sara, attrice statunitense
- 1968 - Paul Bravo, allenatore di calcio e ex calciatore statunitense
- 1968 - Jud Buechler, ex cestista e allenatore di pallacanestro statunitense
- 1968 - Massimiliano Gallo, attore e regista teatrale italiano
- 1968 - Cristina Guerra, giornalista italiana
- 1968 - Nadav Henefeld, ex cestista israeliano
- 1968 - Oliver Huntemann, disc jockey e produttore discografico tedesco
- 1968 - Marius Jonker, ex arbitro di rugby a 15 sudafricano
- 1968 - Paolo Maccagnan, direttore di coro italiano